# John Hedbergs Maskinaffär
AB John Hedbergs Maskinaffär var ett aktiebolag baserat i Malmö som tillverkade, sålde och reparerade cyklar och mopeder. Grunden till bolaget lades 1896 av John Hedberg som då startade sin verksamhet med tillverkning och försäljning av cyklar. Bolaget började år 1900 med tillverkning av en helt egen cykelmodell under varumärket Örnen. Efter ett flertal flyttningar förlades verksamheten slutligen till kvarteret söder om Drottningtorget, där företaget fanns kvar intill nedläggningen. På 1950-talet introducerade företaget även mopeder av märket Örnen på marknaden.
Bolaget började år 1926 med försäljning av bilar, en verksamhet som 1934 avknoppades som Hedbergs Bil AB, vilket ingick avtal med Ford Motor Company och startade en ny anläggning på Lundavägen. Hedbergs Bil AB drivs vidare av tredje generationen Hedberg, medan AB John Hedbergs Maskinaffärs verksamhet upphörde under senare delen av 1960-talet.